# Life, Above All
Life, Above All è un film del 2010 diretto da Oliver Schmitz.

## Trama
In un villaggio del Sudafrica il virus dell'AIDS porta conseguenze drammatiche sul piano sociale: allontana le madri dai figli, i padri dalla famiglia, gli amici dagli amici. Gli adulti nascondono il problema per paura e per ignoranza; quando la malattia diventa più evidente si rifugiano nella religione, nella magia o in credenze popolari o, infine, scelgono di allontanarsi dal villaggio.
Una bambina di 12 anni invece affronta il problema in modo radicalmente opposto. Chanda si sobbarca sulle spalle tutte le responsabilità della famiglia e quando anche sua madre si ammala la tiene in casa, sfidando la violenza dei vicini che vorrebbero emarginarla per paura del contagio.
Il film è tratto dal romanzo best seller "Chanda's Secrets" di Alan Stratton, tradotto anche in Italia con il titolo "Il segreto di Chanda" (2011, Sinnos editore); ha partecipato a numerosi festival e concorsi in tutto il mondo tra i quali anche il Festival di Cannes nel 2011.

## Riconoscimenti
- 2010 - Festival di Cannes
  - Premio François Chalais
- 2010 - Festival internazionale del cinema di Durban
  - Miglior lungometraggio sudafricano
  - Miglior attrice sudafricana